# Ipomoea gracilisepala
Ipomoea gracilisepala är en vindeväxtart som beskrevs av Alfred Barton Rendle. Ipomoea gracilisepala ingår i släktet praktvindor, och familjen vindeväxter. Inga underarter finns listade i Catalogue of Life.